# Boris Kotow
Boris Stiepanowicz Kotow (ros. Борис Степанович Котов; ur. 23 grudnia 1922, zm. 10 listopada 1984) – radziecki operator filmowy. 

## Życiorys
Uczestnik II wojny światowej. Odznaczony Orderem Sławy III Klasy. Ukończył studia na wydziale operatorskim WGIK. Od 1950 roku pracował w studiu „Sojuzmultfilm”. Brał udział w tworzeniu około 100 filmów rysunkowych. Był członkiem Międzynarodowego Stowarzyszenia Twórców Filmu Animowanego (ASIFA). W animacji współpracował m.in. z Fiodorem Chitrukiem, Romanem Dawydowem, siostrami Z. i W. Brumberg, Aleksandrą Snieżko-Błocką, Iwanem Aksienczukiem, Walentinem Karawajewem oraz Borisem Diożkinem i Leonidem Kajukowem.

## Wybrana filmografia
- 1962: Historia pewnego przestępstwa
- 1963: Udziałowiec
- 1964: Niedźwiadek Toptuś
- 1965: Wakacje Bonifacego
- 1966: Tu mieszkał Kozjawin
- 1968: Film, film, film
- 1969: Dziadek Mróz i lato
- 1969: Kapryśna królewna
- 1969: Skrzydlaty krokodyl
- 1971: Zlekceważona lekcja
- 1973: Piotruś i Reks
- 1974: Gwiazdy futbolu
- 1977: Ostatni płatek
- 1977: Zajączek i mucha
- 1978: Dziadek Mróz i szary wilk
- 1978: Jak kaczorek grajek został piłkarzem
- 1979: Kopciuszek
- 1980: Dziewczynka i niedźwiedź
- 1981: Strach ma wielkie oczy
- 1981: Urodziny babci
- 1983: Słoniątko i pismo